# إدموند بي. تايلور
إدموند بي. تايلور (بالإنجليزية: Edmund B. Taylor)‏ هو عسكري أمريكي، ولد في 4 أبريل 1904 في شيكاغو في الولايات المتحدة، وتوفي في 30 أبريل 1973 في فرجينيا بيتش في الولايات المتحدة.